# The Song Is Over
Pistes de l'album Who's Next
My Wife Getting In Tune
The Song Is Over est une chanson du groupe britannique The Who parue en 1971 sur l'album Who's Next.

## Caractéristiques
Cette chanson est l'une des plus complexes et les plus longues de l'album. Les paroles, à l'instar d'autres chansons de Who's Next, présentent une réflexion sur la musique et sur la création artistique en général.
Au point de vue musical, on retrouve des contrastes fréquents au sein de la chanson; les couplets sont calmes et apaisés, les refrains sont héroïques et conquérants. On peut entendre un synthétiseur tout au long de la chanson. Les accords de ce titre sont complexes, et l'on peut observer plusieurs changements de tonalités, ce qui fait de ce morceau l'un des plus évolués que Pete Townshend ait faits pour les Who. Le guitariste chante les couplets, tandis que Roger Daltrey se charge des refrains. Nicky Hopkins joue du piano ici.
Cette chanson n'a jamais été jouée sur scène par le groupe justement à cause de sa complexité. Les derniers vers de cette chanson reprennent l'incipit de Pure and Easy. 
Cette chanson aurait dû clore l'album et le film Lifehouse; en constituant la musique des derniers instants de l'intrigue et du générique.

## Sources et liens externes
- Notes sur l'album
- Paroles
- Tablatures pour guitare
- Partition pour piano